# CW-комплекс
CW-комплекс — тип топологического пространства с дополнительной структурой (разбиением на клетки), введённый Уайтхедом для удовлетворения нужд теории гомотопий. В литературе на русском языке употребляются также названия клеточное пространство, клеточное разбиение и клеточный комплекс. Класс клеточных комплексов является более широким, чем класс симплициальных комплексов, но в то же время сохраняет комбинаторную природу, которая позволяет производить эффективные вычисления.

## Определения
Открытая n-мерная клетка — топологическое пространство, гомеоморфное открытому n-мерному шару (в частности, нульмерная клетка — это одноточечное пространство).
CW-комплекс — хаусдорфово топологическое пространство X, представленное в виде объединения открытых клеток таким образом, что для каждой открытой n-мерной клетки существует непрерывное отображение f из замкнутого n-мерного шара в X, ограничение которого на внутренность шара является гомеоморфизмом на эту клетку (характеристическое отображение). При этом предполагаются выполненными два свойства:
- (С) Граница каждой клетки содержится в объединении конечного числа клеток меньших размерностей;
- (W) Подмножество пространства X замкнуто тогда и только тогда, когда замкнуто его пересечение с замыканием каждой клетки.

Обозначения C и W происходят от английских слов closure-finiteness и weak topology.
Размерность клеточного комплекса определяется как верхняя грань размерностей его клеток. n-й остов клеточного комплекса — это объединение всех его клеток, размерность которых не превосходит n, стандартные обозначения для n-го остова клеточного комплекса X — Xn или skn X. Подмножество клеточного комплекса называется подкомплексом, если оно замкнуто и состоит из целых клеток; В частности, любой остов комплекса является его подкомплексом.
Любой CW-комплекс можно построить индуктивно, посредством следующей процедуры:
- начинаем с дискретного множества {\displaystyle X^{0}}, точки которого считаем нульмерными клетками;
- по индукции образуем n-й остов из (n − 1)-го, приклеивая к нему n-мерные клетки посредством произвольных непрерывных отображений {\displaystyle \varphi _{\alpha }:S^{n-1}\to X^{n-1}.} Другими словами, пространство {\displaystyle X^{n}} — это факторпространство несвязного объединения {\displaystyle X^{n-1}} и набора шаров {\displaystyle D_{\alpha }} по отношению эквивалентности {\displaystyle x\sim \varphi _{\alpha }(x),} если {\displaystyle x\in \partial D_{\alpha }.}
- Можно закончить индуктивный процесс на конечном этапе, положив {\displaystyle X=X^{n},} либо продолжать его бесконечно, положив {\displaystyle X=\varinjlim X_{i}}[4]. Топология прямого предела совпадает со слабой топологией: подмножество {\displaystyle \varinjlim X_{i}} замкнуто тогда и только тогда, когда замкнуто его пересечение с каждым {\displaystyle X_{i}.}

## Примеры
- Пространство {\displaystyle \{re^{2\pi i\theta }:0\leq r\leq 1,\theta \in \mathbb {Q} \}\subset \mathbb {C} } гомотопически эквивалентно CW-комплексу (так как оно стягиваемо), но на нём невозможно ввести структуру CW-комплекса (поскольку все CW-комплексы являются локально стягиваемыми).
- Гавайская серьга — пример топологического пространства, гомотопически не эквивалентного никакому CW-комплексу.
- Любой многогранник естественным образом наделяется структурой CW-комплекса, а граф — одномерного CW-комплекса.
- n-мерная сфера допускает клеточную структуру с одной нульмерной клеткой и одной n-мерной клеткой (так как n-мерная сфера гомеоморфна факторпространству n-мерного шара по его границе). Другое клеточное разбиение использует тот факт, что вложение «экватора» {\displaystyle S^{n-1}\to S^{n}} делит сферу на две n-мерных клетки (верхнюю и нижнюю полусферы). По индукции, это позволяет получить клеточное разбиение n-мерной сферы с двумя клетками в каждой размерности от 0 до n, а применение конструкции прямого предела позволяет получить клеточное разбиение сферы {\displaystyle S^{\infty }}.
- Вещественное проективное пространство[англ.] {\displaystyle \mathbb {R} \mathrm {P} ^{n}} допускает клеточную структуру с одной клеткой в каждой размерности, а {\displaystyle \mathbb {C} \mathrm {P} ^{n}} — с одной клеткой в каждой чётной размерности.
- Грассманиан допускает разбиение на клетки, называемые клетками Шуберта.
- Для любого компактного гладкого многообразия можно построить гомотопически эквивалентный ему CW-комплекс (например, с помощью функции Морса).

## Клеточные гомологии
Сингулярные гомологии CW-комплекса можно вычислять с помощью клеточных гомологий, то есть гомологий клеточного цепного комплекса
{\displaystyle \cdots \to {H_{n+1}}(X^{n+1},X^{n})\to {H_{n}}(X^{n},X^{n-1})\to {H_{n-1}}(X^{n-1},X^{n-2})\to \cdots ,}
где {\displaystyle X^{-1}} определяется как пустое множество.
Группа {\displaystyle {H_{n}}(X^{n},X^{n-1})} является свободной абелевой группой, образующие которой могут быть отождествлены с ориентированными n-мерными клетками CW-комплекса. Граничные отображения строятся следующим образом. Пусть {\displaystyle e_{n}^{\alpha }} — произвольная n-мерная клетка {\displaystyle X,} {\displaystyle \chi _{n}^{\alpha }:\partial e_{n}^{\alpha }\cong S^{n-1}\to X^{n-1}} — ограничение её характеристического отображения на границу, а {\displaystyle e_{n-1}^{\beta }} — произвольная (n − 1)-мерная клетка. Рассмотрим композицию
{\displaystyle \chi _{n}^{\alpha \beta }:S^{n-1}\,{\stackrel {\cong }{\longrightarrow }}\,\partial e_{n}^{\alpha }\,{\stackrel {\chi _{n}^{\alpha }}{\longrightarrow }}\,X^{n-1}\,{\stackrel {q}{\longrightarrow }}\,X^{n-1}/\left(X^{n-1}\setminus e_{n-1}^{\beta }\right)\,{\stackrel {\cong }{\longrightarrow }}\,S^{n-1},}
где первое отображение отождествляет {\displaystyle S^{n-1}} с {\displaystyle \partial e_{n}^{\alpha },} отображение {\displaystyle q} — факторизация, а последнее отображение отождествляет {\displaystyle X^{n-1}/\left(X^{n-1}\setminus e_{n-1}^{\beta }\right)} с {\displaystyle S^{n-1}} при помощи характеристического отображения клетки {\displaystyle e_{n-1}^{\beta }}. Тогда граничное отображение
{\displaystyle d_{n}:{H_{n}}(X_{n},X_{n-1})\to {H_{n-1}}(X_{n-1},X_{n-2})}
задаётся формулой
{\displaystyle {d_{n}}(e_{n}^{\alpha })=\sum _{\beta }\deg \left(\chi _{n}^{\alpha \beta }\right)e_{n-1}^{\beta },}
где {\displaystyle \deg \left(\chi _{n}^{\alpha \beta }\right)} — степень отображения {\displaystyle \chi _{n}^{\alpha \beta }} и сумма берётся по всем (n − 1)-мерным клеткам {\displaystyle X}.
В частности, если в клеточном комплексе нет двух клеток, размерности которых отличаются на единицу, то все граничные отображения зануляются и группы гомологий являются свободными. Например, {\displaystyle {H_{n}}(\mathbb {C} \mathrm {P} ^{n},\mathbb {Z} )=\mathbb {Z} } для чётных {\displaystyle n} и нулю для нечётных.

## Свойства
Гомотопическая категория CW-комплексов, по мнению ряда экспертов, является лучшим вариантом для построения теории гомотопии. Одно из «хороших» свойств CW-комплексов — теорема Уайтхеда (слабая гомотопическая эквивалентность между CW-комплексами является гомотопической эквивалентностью). Для любого топологического пространства существует слабо гомотопически эквивалентный ему CW-комплекс. Другой полезный результат состоит в том, что представимые функторы в гомотопической категории CW-комплексов обладают простой характеризацией в категорных терминах (теорема Брауна о представимости). Цилиндр, конус и.надстройка над CW-комплексом обладают естественной клеточной структурой.
С другой стороны, произведение CW-комплексов с естественным разбиением на клетки не всегда является CW-комплексом — топология произведения может не совпадать со слабой топологией, если оба комплекса не являются локально компактными. Однако топология произведения в категории компактно порождённых пространств совпадает со слабой топологией и всегда задаёт CW-комплекс. Пространство функций Hom(X, Y) с компактно-открытой топологией, вообще говоря, не является CW-комплексом, однако, согласно теореме Джона Милнора, гомотопически эквивалентно CW-комплексу при условии компактности X.
Накрытие CW-комплекса X может быть наделено структурой CW-комплекса таким образом, что его клетки гомеоморфно отображаются на клетки X.
Конечные CW-комплексы (комплексы с конечным числом клеток) компактны. Любое компактное подмножество CW-комплекса содержится в конечном подкомплексе.